# Колва (приток Усы)
Ко́лва — река в Ненецком автономном округе и Республике Коми России, правый приток реки Усы (бассейна Печоры).

## Этимология
Название происходит от финно-угорских языков кол — «рыба» и коми языка ва — «река».

## География
Длина — 546 км, площадь водосборного бассейна — 18 100 км².
Берёт начало на возвышенности Янеймусюр и течёт на юг по Большеземельской тундре. Извилиста.
Крупнейшие притоки — Колвавис, Сандивей (левые). Через приток Лабахэйсё, Колва связана с озером Лабахэйто.

## Гидрология
Питание преимущественно снеговое. Половодье с конца апреля по июль. Замерзает в конце ноября, вскрывается в середине мая.
| Средний расход воды (м³/с) реки Колва по месяцам с 1958 по 1996 гг. (замеры производились на гидрологическом посту в районе посёлка Хорей-Вер, в 326 км от устья) |

Бассейн Печоры

## Данные водного реестра
По данным государственного водного реестра России и геоинформационной системы водохозяйственного районирования территории РФ, подготовленной Федеральным агентством водных ресурсов:
- Бассейновый округ — Двинско-Печорский
- Речной бассейн — Печора
- Речной подбассейн — Уса
- Водохозяйственный участок — Уса
- Код водного объекта — 03050200112103000071842

### Притоки
(указано расстояние от устья)
- 7 км: река без названия
- 28 км: река без названия
- 31 км: река без названия
- 48 км: река без названия
- 58 км: река Бол. Кейнъю
- 59 км: река Мал. Кейнъю
- 62 км: река Хата-Яга (Хат-Яга)
- 75 км: река Пальник-Шор
- 82 км: река Турунъёль
- 94 км: река Бадью
- 96 км: река без названия
- 103 км: река без названия
- 106 км: река Анда-Колва
- 124 км: река Самдерма
- 126 км: река без названия
- 138 км: река без названия
- 155 км: река Евсявис
- 156 км: река Лыдую
- 169 км: река Сиравис (Щучья)
- 174 км: река Сяттейвис (Садтей-Вис)
- 180 км: река Комавис (Кама-Вис)
- 194 км: река Ыджыд-Ошшор
- 200 км: река Олыся-Шор
- 204 км: река Лука-Шор
- 212 км: река Харб-Яга
- 220 км: река Лёк-Харь-Яга (Лёк-Хара-Яга)
- 226 км: река Вершор
- 251 км: река без названия
- 255 км: река Ыджыд-Сандивейшор
- 256 км: река Сандивей (Сандивэй)
- 267 км: река без названия
- 279 км: река Кывтан
- 282 км: река Сядей-Яга
- 286 км: река Акилтывис
- 294 км: река Руч. Болбаншор
- 303 км: река Ошшор
- 310 км: река Виссервис
- 345 км: река Колвавис
- 350 км: река Ханюку-Ты-Вис
- 368 км: река Нойю
- 375 км: река Грубейшор
- 385 км: река Коматывис
- 391 км: река Сиратывис
- 403 км: река Лыатывис
- 417 км: река Юн-Яга
- 438 км: река без названия
- 440 км: река Серьер
- 455 км: река Мал. Изъятывис
- 472 км: река Лапко-Сё
- 475 км: река Япто-То-Сё
- 491 км: ручей Солдат-То-Вис (руч. Солдат-Ты-Вис)
- 506 км: река без названия
- 519 км: река без названия
- 522 км: река Нядэй-Сё
- 526 км: река Кыка-Шор

## Происшествия
В октябре 2020 года с Харьягинского месторождения в реку были слиты продукты переработки нефти, объявлен режим ЧС, возбуждено уголовное дело.